# Pure Data
Pure Data (ou abreviadamente, Pd) é uma linguagem de programação visual desenvolvida por Miller Puckette, na década de 1990, para criação de música electrónica, música electroacústica, música interactiva e trabalhos multimedia. Apesar de Miller Puckette ser o seu autor principal, o Pd é uma linguagem opensource com uma base de developers bastante extensa a trabalhar em novos externals, abstracções e outras formas de addons, passíveis de estenderem as capacidades do sistema operativo. É publicado sobre uma licença BSD. Corre em GNU/Linux, Mac OS X, iOS, Android e Windows. Existem ports para FreeBSD e IRIX.
O Pd é muito similar, em termos de design, à versão original do Max, criada por Miller Puckette no IRCAM; e de alguma forma inter-operável com Max/MSP, o sucessor comercial da linguagem Max. 
Com a adição do GEM (Graphics Environment for Multimedia) e externals desenhados para trabalhar com este, como o Pure Data Packet / PiDiP para Linux e Mac OS X; o framestein para Windows; e o GridFlow (como ferramenta de processamento de matriz multi-dimensional para Linux, Mac OS X e Windows), é possível criar e manipular vídeo, gráficos em OpenGL, imagens, dentre outros, em tempo real, com possibilidades extensivas para interação com áudio, sensores externos, entre outros.
O Pd é nativamente desenhado para permitir colaborações em tempo real entre redes, permitindo a músicos contectados via LAN, ou mesmo em partes dispersas do globo, criar músicas juntos em tempo real.
Pure Data é um ambiente de programação gráfica para áudio e vídeo, usado como ambiente de composição interativo e como estação de síntese e processamento de áudio em tempo real. Foi originalmente desenvolvido por Miller Puckette (IRCAM) e, por se tratar de um projeto de código aberto, conta com uma grande base de desenvolvedores trabalhando em extensões para o programa.
O Pd pode ser baixado num pacote para um sistema operacional específico, sendo este um pacote com fontes ou direto do CVS. O Pd é multiplataforma e, portanto, portável, inclusive para computadores de bolso.
O Pd trabalha com "dados puros". Essa é uma das diferenças entre o Pd e o Max/MSP, seu concorrente comercial. Por trabalhar assim, o seu âmbito de realizações acaba por ser potencialmente muito maior que o do Max/MSP. Os comandos do Pd são muito próximos aos da linguagem de programação C, o que pode facilitar sua aprendizagem para quem já possui um conhecimento prévio dessa linguagem.
O Pd foi criado para explorar ideias de como promover e permitir que dados possam ser tratados de maneira mais aberta, facilitando acesso e interligação entre aplicações de áudio, MIDI, gráficas e vídeo, dentre outras possibilidades.
Escrevendo objetos (externals) ou módulos (patches, abstractions), consegue-se ampliar as funcionalidades do Pd. Os trabalhos de muitos desenvolvedores estão disponíveis como parte do pacote básico do Pd; e a comunidade de desenvolvedores cresce muito rapidamente.
Desenvolvimentos recentes incluem projetos de sistemas para construção de ambientes de performances; bibliotecas de objetos para physical modeling; bibliotecas de objetos para geração e processamento de vídeo em tempo real, etc.
O Pd é muito usado para live-eletronics e síntese de áudio. Esses são alguns dos usos musicais, embora possa ser usado, inclusive, como assistente para composição, como o Open Music, ou, ainda, como interface gráfica para o SuperCollider.

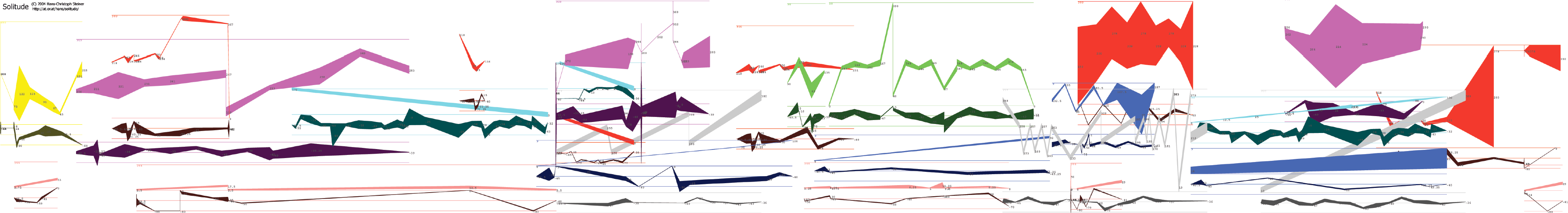
Partitura para a peça de Hans-Christoph Steiner Solitude Solitude, criada usando estruturas de Pure-Data

Patches de Pure-data
- Patch 1: Programa Hello world em Pd.
- Patch 2: Reverberação em Pd.
- Patch 3: filtros e fluxo de informação em Pd.